# كريستال جيلمور
كريستال جيلمور هي لاعبة جمباز فني كندية، ولدت في 8 أبريل 1983.

## وصلات خارجية
- كريستال جيلمور على موقع الاتحاد الدولي للجمباز (biography) (الإنجليزية)
- كريستال جيلمور على موقع أوليمبيديا (الإنجليزية)
- كريستال جيلمور على موقع اللجنة الأولمبية الكندية (الإنجليزية)
- كريستال جيلمور على موقع اتحاد ألعاب الكومنولث (مؤرشف) (الإنجليزية)